# Los martes, orquídeas
Los martes, orquídeas és una pel·lícula argentina de comèdia romàntica dirigida per Francisco Mugica i escrita per Francisco Oyarzábal, amb un argument de Sixto Pondal Ríos i Carlos Olivari. El repartiment està conformat per Enrique Serrano, Juan Carlos Thorry, Felisa Mary, Nury Montsé, Silvana Roth, Zully Moreno, Ana Arneodo, José Herrero, Juan Mangiante i Mirtha Legrand, que després d'haver actuat com a extra en un parell de films (Hay que educar a Niní i Novios para las muchachas), té aquí la seva consagració estel·lar. L'escenografia va ser de Ricardo Conord. Va ser estrenada el 4 de juny de 1941 al cinema Broadway de Buenos Aires .
La pel·lícula és considerada un clàssic de l'època daurada del cinema argentí (entre 1940 i 1960), i va tenir dos remakes: el musical hollywoodenc Ballant neix l'amor (original: You Were Never Lovelier, 1942), protagonitzada per Fred Astaire i Rita Hayworth, i el drama romàntic mexicà Una joven de 16 años (1963).
En una enquesta de les 100 millors pel·lícules del cinema argentí duta a terme pel Museo del Cine Pablo Ducrós Hicken l'any 2000, la pel·lícula va aconseguir el lloc 27.

## Sinopsi

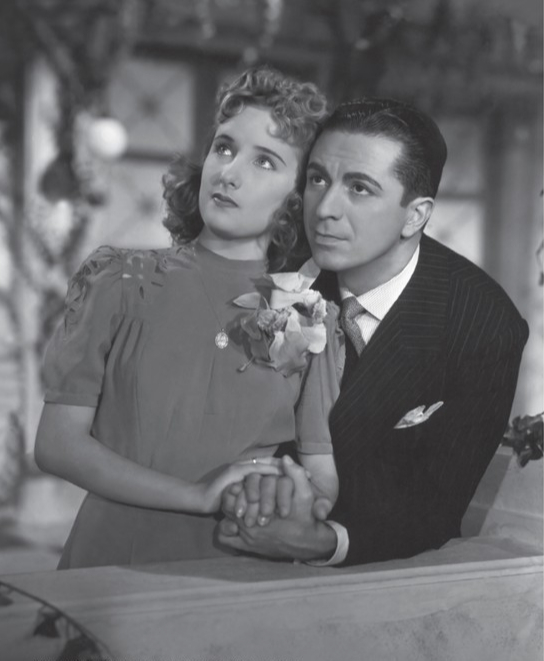
Mirtha Legrand i Juan Carlos Thorry en una imatge publicitària de la cinta.

La trama es basa en Elenita (Legrand), la menor de quatre germanes, joveneta tímida, romàntica i adotzenada. Per a intentar canviar el seu caràcter i crear-li una il·lusió, el seu pare li envia cada setmana un ram d'orquídies fent-li creure que són d'un admirador ocult.
Amb aquesta producció, s'inaugura al cinema argentí el període de les comèdies blanques o ingènues que va comptar en les seves hosts a les bessones Legrand, María Duval i altres.

## Producció
Per al rol de Elenita, s'havia pensat en Delia Garcés, qui no el va poder cobrir ja que tenia una obligació contractual amb E.F.A (Establecimientos Filmadores Argentinos) rodava a les ordres del seu marit, Alberto de Zavalía.
L'èxit de "Los martes, orquídeas" va ser irresistible, va collir excel·lents crítiques i va ser triada Millor Pel·lícula de l'any per l'acabada de crear Academia de las Artes y Ciencias Cinematográficas de la Argentina, que també li va atorgar un Esment Especial a Mirtha Legrand.
El llibre va ser adquirit per Columbia Pictures que va realitzar en Hollywood Ballant neix l'amor (You Were Never Lovelier) amb Fred Astaire i Rita Hayworth, en 1942. També existeix una versió mexicana en els anys '60 Una chica de 16 años.

## Repartiment
Participaren en el film els següents intèrprets:

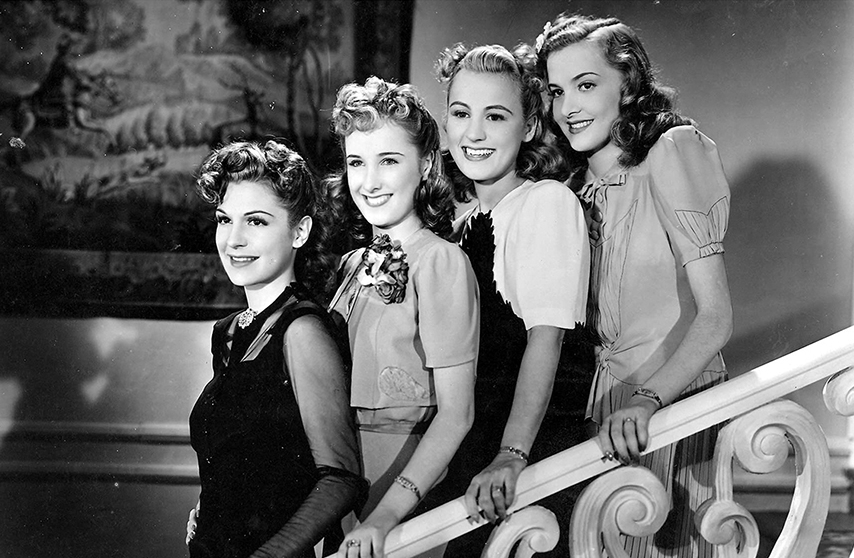
Zully Moreno, Mirtha Legrand, Nury Montsé i Silvana Roth en una imatge publicitària de la cinta.

- Enrique Serrano	... 	Saturnino Acuña
- Felisa Mary	... 	Delfina Céspedes de Acuña
- Nury Montse	... 	Malena Acuña
- Zully Moreno	... 	Julia Acuña
- Silvana Roth	... 	Clara Acuña
- Mirtha Legrand	... 	Elena Acuña
- Juan Carlos Thorry	Cipriano Rosetto (Efraín)